# نرمين هاسكيتش
نرمين هاسكيتش (مواليد 27 يونيو 1989) هو لاعب كرة قدم بوسني.

## وصلات خارجية
- نرمين هاسكيتش على موقع الاتحاد الأوربي (الإنجليزية)
- نرمين هاسكيتش على موقع رابطة كرة القدم اليابانية للمحترفين (اليابانية)
- نرمين هاسكيتش على موقع قاعدة بيانات كرة القدم.إي يو (الإنجليزية)
- نرمين هاسكيتش على موقع ناشيونال فوتبول تيمز (الإنجليزية)
- نرمين هاسكيتش على موقع Soccerway.com (الإنجليزية)
- نرمين هاسكيتش على موقع عالم كرة القدم.نت (الإنجليزية)